# Tortula hirsuta
Tortula hirsuta là một loài Rêu trong họ Pottiaceae. Loài này được (Venturi) Lazarenko miêu tả khoa học đầu tiên năm 1968.